# Лија Мишел
Лија Мишел Сарфати (енгл. Lea Michele Sarfati; Бронкс, 29. августа 1986) је америчка глумица, певачица и ауторка. Почела је своју каријеру као дечја глумица на Бродвеју. Мишелова је дошла до великог значаја глумећи Рејчел Бери у Fox серији Гли, за коју је добила четири номиназије за награду Еми и две номинације за награду Златни глобус. Добила је три номинације за награду Греми за музику коју је снимила за серију Гли, која се такође појавила на Billboard лествицама. Затим је глумила Хестер Улрик у Fox серији Краљице вриска и Валентину Барелу у  серији Градоначелник.
Мишелова је остварила филмски деби у дугометражном филму Нова година у Њујорку и потписала уговор 2012. године за Columbia Records. Наредне године је издала свој деби сингл, „Cannonball”, након чега је уследио деби албум Louder, који се појавио на 4. месту на  200 у Сједињеним Америчким Државама. Три године касније, издала је свој други студијски албум, Places, који се појавио на 28. месту на Billboard 200. Свој трећи албум, Christmas in the City, издала је 25. октобра 2019. године. Мишелова је такође издала две књиге, Brunette Ambition и You First: Journal Your Way to Your Best Life.

## Детињство и едукација
Лија Мишел је рођена у Бронксу, у Њујорку. Мајка јој је католикиња италијанско-америчког порекла, а отац јој је Јеврејин. Одрасла је у Тенафлају у Њу Џерзију. Након средње школе примљена је на факултет, али је одлучила да се одмах посвети позоришту. Већ на првој аудицији представила се као Лија Мишел и од тада стално користи то име. Открила је да је то зато што су јој се вршњаци у школи смејали због презимена.

## Каријера

### 1995—2008:Почеци и сценске улоге
Лија је сопран. Први пут је глумила на Бродвеју 1995. у улози младе Козет у Јадницима. Уследиле су улоге у Регтајму и Виолинисти на крову. Због улоге Вендле у Пролећном буђењу одбила је улогу Епонин у Јадницима. Вендла јој је донела номинацију за изванредну глумицу у мјузиклу. 2008. године напустила је Пролећно буђење.

### 2009—2012:Глии успех
Идејни творац серије Гли Рајан Марфи није желео да организује класичне аудиције за главну женску улогу у серији, већ је провео три месеца на Бродвеју, и ту је открио Леу. Улога Рејчел је написана управо за њу. Новинарка Дениз Мартин је једном приликом написала: „Ако има имало правде на овом свету, Лија Мишел ће освојити Златни глобус и Еми за улогу Рејчел.“ Лија је освојила велики број награда за улогу Рејчел, као и номинације за Златни глобус (за најбољу глумицу у мјузиклу или комедији) и Еми (за изванредну главну глумицу у комедији) 2009. године. 2010. године нашла се на Тајмсовој листи 100 најутицајнијих људи на свету. Неколико песама које је отпевала у улози Рејчел су доступне као синглови на Ајтјунсу. 2011. је била номинована за две награде Греми, за најбоље групно поп извођење и најбољу музику за филм или серију. Исте године је поново номинована за Златни глобус за најбољу глумицу у мјузиклу или комедији. Лија се више пута нашла на листи 100 најлепших жена часописа Максим, 2011. године на 28, а 2012. на 14. месту.
2010. Лија је позајмила глас Дороти у анимираном филму Дороти из Оза. Глумила је у романтичној комедији Нова година у Њујорку, који је објављен 2011. године. 1. октобра 2012. Лија је почела да ради на свом првом студијском албуму, Louder, који ће бити објављен 2014. године. Први сингл са албума, Cannonball, биће објављен 12. децембра 2013. 13. маја 2014. Лија ће објавити своју прву књигу под називом Амбиција бринете.

### 2013—2016:иКраљице вриска
Дана 18. септембар 2012. је најављено да Мишелова ради на свом деби албуму. Убрзо, почела је снимање албума. Најављено је 27. новембра 2013. године да ће први сингл са албума Louder бити песма „Cannonball”, која је изашла 10. децембра 2013. године.
Мишелова је позајмила глас главној улоги Дороти Гејл у анимираном мјузикл филму Повратак у Оз, који је изашао 9. маја 2014. године у биоскопе у Северној Америци. У мају 2013. године је најављено да је Мишелова потписала уговор са Harmony Books и Random House, за које је издала књигу Brunette Ambition. Своју другу књигу, You First: Journal Your Way to Your Best Life, издала је 22. септембра 2015. године.
У јулу 2014. године, најављено је да ће се Мишелова појавити као гостујућа улога у FX драмској серији Синови анархије, са улогом Герти. Од 2015. до 2016. године, глумила је у Fox хорор-хумористичкој серији Краљице вриска, заједно са оригиналном краљицом вриска Џејми Ли Кертис, где је глумила улогу Хестер Улрик.

### 2017—2019:иГрадоначелник
Мишелова је почела да ради на свом другом студијском албуму у априлу 2015. године. У јануару 2017. године, Мишелова је одржала три концерта на мини-турнеји под називом An Intimate Evening with Lea Michele.
Мишелова се 4. априла 2017. године појавила као Аманда у првој епизоди Hulu научнофантастичне серије Димензија 404, заједно са Робертом Баклијем и Џоелом Макхејлом. Касније је глумила Валентину Барелу у  серији Градоначелник.

### 2019—данас: Даљи рад на телевизији и
У мају 2019. године, најављено је да ће Мишелова водити серију на Ellen DeGeneres Network. Мишелин трећи студијски албум, Christmas in the City, издат је 25. октобра 2019. године.

## Приватни живот
Лија је била у вези са канадским глумцем и колегом из серије Гли Коријем Монтитом од краја 2011. године до његове смрти у јулу 2013. године.
Мишелова се верила 28. априла 2018. године са Зендијем Рајком. Венчали су се 9. марта 2019. године у Напи. Мишелова је 2. маја 2020. године најавила да је трудна.

## Дискографија
- Louder (2014)
- Places (2017)
- Christmas in the City (2019)

## Филмографија

### Филм
| Година | Назив                    | Улога            | Напомене                |
| ------ | ------------------------ | ---------------- | ----------------------- |
| 1998.  | Тиха ноћ Бастера и Чонси | Више улога       |                         |
| 2011.  | Гли: 3D концерт филм     | Рејчел Бери/Лија | Снимак концерта         |
| 2011.  | Нова година у Њујорку    | Елиз             | Филмски деби            |
| 2014.  | Повратак у Оз            | Дороти Гејл      | Главна улога, само глас |

### Телевизија
| Година     | Назив                       | Улога              | Напомене               |
| ---------- | --------------------------- | ------------------ | ---------------------- |
| 2000.      | Трећи сат                   | Сами               | 1. сезона, 19. епизода |
| 2009—2016. | Гли                         | Рејчел Бери        | Главна улога           |
| 2010.      | Симпсонови                  | Сара (глас)        | 22. сезона, 1. епизода |
| 2011.      | Кливлендски шоу             | Рејчел Бери (глас) | 2. сезона, 11. епизода |
| 2014.      | Синови анархије             | Герти              |                        |
| 2015—2016. | Краљице вриска              | Хестер Улрик       | 22. епизоде            |
| 2017.      | Димензија 404               | Аманда             |                        |
| 2017—2018. | Градоначелник               | Валентина Барела   |                        |
| 2019.      | Исто време, следећег Божића | Оливија Хендерсон  | Телевизијски филм      |